# Torey DeFalco
Torey James DeFalco, TJ DeFalco (ur. 10 kwietnia 1997 w Springfield) – amerykański siatkarz, reprezentant kraju, grający na pozycji przyjmującego.
W 2013 r. w Porto wraz z Lucasem Yoderem zajęli 3. miejsce w mistrzostwach świata kadetów w siatkówce plażowej.

## Sukcesy klubowe
Liga uniwersytecka NCAA:
- 2018, 2019
- 2016, 2017

Liga polska:
- 2023[5]

Puchar CEV:
- 2024[6]

Liga japońska:
- 2025[7]

## Sukcesy reprezentacyjne
Mistrzostwa Ameryki Północnej, Środkowej i Karaibów Kadetów:
- 2014

Liga Narodów:
- 2022[8], 2023[9]
- 2018

Mistrzostwa Ameryki Północnej, Środkowej i Karaibów:
- 2023[10]
- 2019

Puchar Świata:
- 2019

Igrzyska Olimpijskie:
- 2024[11]

## Nagrody indywidualne
- 2014: MVP i najlepszy przyjmujący Mistrzostw Ameryki Północnej, Środkowej i Karaibów Kadetów
- 2019: MVP uniwersyteckich Mistrzostw NCAA
- 2019: Najlepszy przyjmujący Mistrzostw Ameryki Północnej, Środkowej i Karaibów